# Los Teques
Los Teques er hovedstaden i den venezuelanske delstat Miranda. Byens befolkningstal er 140.617 (2001).

## Historie
Byen er grundlagt i 1777, navngivet efter Aractoeques Carabs, en indfødt stamme som oprindeligt var bosiddende i området. Den 13. februar 1927 blev hovedstaden i staten Miranda flyttet til Los Teques fra Petare.

## Geografi
Temperatur: Veksler mellem 18 °C og 26 °C.